# Китайский городовой
«Китайский городовой» (англ. Martial Law) — полицейский телесериал, снятый в США по заказу CBS в 1998 году. В США сериал шёл два года (с 1998 по 2000 год). Был показан в 30 странах мира, в том числе в России на ОРТ. В обоих сезонах было показано по 22 серии. В первом сезоне серии имеют более комедийный характер, во втором — характер драмы и даже триллера.
Сериал быстро стал хитом (был самым популярным на телеканале CBS), а главный актёр Саммо Хун был единственным восточноазиатским актёром, игравшим в то время главную роль в американском сериале.

## Сюжет

### 1 сезон
Лучший детектив Шанхая, мастер боевых искусств, капитан Сэммо Ло приезжает в Лос-Анджелес по программе обмена сотрудников полиции. Он знакомится со своими коллегами, Даной Диксон, Луисом Малоуном и начальником лейтенантом Беном Уинсипом. Цель Сэммо — поймать китайского мафиози по имени Ли Хей, в банду которого внедрилась детектив Пей Пей (Грейс) Чен, ученица Сэммо Ло. Ли Хей оказывается пойман и депортирован, однако вскоре бежит из Шанхайской тюрьмы. В ходе первого сезона происходит несколько перемен в актёрском составе, его покидает Тэмми Лорен, исполнительница роли Даны Диксон (которая по сюжету переехала в другой город ближе к родным). А в 9 серии 1 сезона напарником Саммо становится детектив Терелл Паркер (Арсенио Холл). Первый сезон кончается как клиффхэнгер, то есть сюжетные линии обрываются, и развязка не наступает. В последнем эпизоде Саммо Ло вместе с Ли Хеем выпадают из вертолета и падают в океан.

### 2 сезон
Бен Уинсип выходит в отставку, Луис Малоун переводится в управление полиции Нью-Йорка. Напарниками Саммо остаются Пей-Пей, Терелл и возглавившая управление лейтенант Эми Дилан, которая вначале считает неприемлемыми достаточно жесткие методы работы Сэммо, но потом становится его другом. Второй сезон является более драматичным и насыщенным. Сэммо Ло обеспокоен поисками своего сына по имени Лон Вей (Чу Йонг) и борьбой с новым соперником — лидером крупной криминальной организации «Скорпионов», по прозвищу Первый (англ. The One), который 20 лет назад уже пробовал убить Сэммо. В последней серии инспектор Ло столкнется с тяжелейшей проблемой, так как в трио «Саммо Ло — Чу Йонг — Первый», кто-то является лишним.
На протяжении всего сериала происходят драки в стиле восточных единоборств, захваты заложников и интересные повороты событий. В эпизодах участвуют голливудские звёзды, например, Чак Норрис (в образе техасского рейнджера Крутого Уокера), Марк Дакаскос, Оливье Грюнер и Гэри Дэниелс. Сэммо часто прибегает к нестандартным методам работы: оскорбляет и применяет силу к допрашиваемым, а его коллеги во многих сериях внедряются в банды как тайные агенты. В 1 сезоне присутствуют и романтические отношения: они начинаются у Луиса и Грейс (Пей Пей), а также у Сэммо и девушки по имени Мелани Джордж. Во 2 сезоне романтических отношений практически нет (кроме Эми Дилан, которая собирается замуж), зато у Сэммо Ло появляется собака по кличке Гомер.
В конце каждого эпизода показаны самые смешные моменты, допущенные во время съемок, что отсылает зрителей к «неудавшимся моментам» фильмов Джеки Чана.

## Персонажи и актёры
- Сэммо Ло (англ. Sammo Law; актёр Саммо Хун) — капитан полиции Шанхая, в 1 серии 1 сезона становится инспектором полиции Лос-Анджелеса по обмену. По собственным словам, учился боевым искусствам в «Пекинской оперной школе», наставником Сэммо был мастер Рэнг. Родители Сэммо были учителями. Его отец пытался собрать компромат на коррумпированного чиновника, но сам оказался в тюрьме. После этого Сэммо отправили на обучение в школу полиции. Был женат. Имеет сына Чу Йонга (Лон Вея). Также имел романтические отношения с Мелани Джордж, во втором сезоне заводит собаку по кличке Гомер. Сэммо Ло на протяжении почти всего сериала не использует огнестрельное оружие, предпочитая рукопашный бой. В 20 серии 2 сезона Ло впервые использует пистолет по прямому назначению.
- Пей-Пей «Грейс» Чен (англ. Pei Pei "Grace" Chen; актриса Келли Ху) — детектив полиции Шанхая под прикрытием, лучшая ученица Сэммо Ло. В течение семи месяцев была внедрена в банду Ли Хея, помогла Сэммо задержать его. После ареста Ли Хея осталась в США и получила жетон детектива полиции Лос-Анджелеса..
- Бенджамин «Бен» Уинсип[3] (англ. Benjamin Winship; актёр Том Райт[англ.]) — лейтенант (затем капитан), руководитель следственного отдела, в котором работает Сэммо и его коллеги. Женат на Хэйл Уинсип, есть сын, брат Генри и племянница Джастина. В начале второго сезона уходит в отставку.
- Террелл Паркер (англ. Terrell Parker; актёр Арсенио Холл) — лейтенант, до 9 серии 1 сезона является пресс-секрётарем городской полиции, имеет обширные связи (по собственным словам, до службы в полиции работал в шоу-бизнесе). Его отец был пожарным в Чикаго и погиб на службе. Мать Террелла в 14 серии 1 сезона выходит замуж вторично. Имеет брата и сестру Линн Дэвис, кузена Дэймона Робертсона (который был связан с продажей наркотиков), а также племянника Зика, популярного музыканта. За три года до времени событий сериала некоторое время встречался с Хэйл, будущей женой Уинсипа. Из-за этого тот долго не хотел принимать Паркера на работу в свой отдел, но, в конце концов, согласился. До конца второго сезона Паркер является основным напарником Сэммо.
- Луис Мэлоун (англ. Louis Malone; актёр Луис Мэндилор) — детектив, напарник Даны Диксон, затем напарник Грейс. В 1 сезоне становится хорошим другом Сэммо. Имеет племянницу. В начале второго сезона переходит на работу в управление полиции Нью-Йорка.
- Дана Диксон (англ. Dana Dickson, актриса Тэмми Лорен[англ.]) — детектив, напарница Луиса Мэлоуна. В течение года была замужем за каскадером Лэнсом Картером (актёр Брайан Ван Холт). В шестом эпизоде 1 сезона уезжает в родной город, чтобы быть ближе к семье.
- Эми Дилан (англ. Amy Dylan, актриса Гретчен Эголф) — лейтенант, возглавила следственный отдел полиции после выхода в отставку Уинсипа. Известно, что готовится выйти замуж.

### Актёры второго плана
- Ци Ма — Ли Хей, глава китайской мафии. Главный антагонист первого сезона. В прошлом учился вместе с Сэммо Ло в Пекинской оперной школе у мастера Рэнга. Ли Хей был женат на Мей Линг (актриса Кристина Ма), которая погибла в перестрелке от выстрела мужа. Также у него давно были отношения с американо-китайской актрисой, от которой есть дочь Лин Пей Чин (актриса Илэйн Луи[англ.]). В конце первого сезона вместе с Сэммо выпал из вертолета и погиб.
- Джулия Кэмпбелл — Мелани Джордж, подруга Сэммо (1 сезон)
- Мако — мастер Рэнг, наставник и очень важный человек в жизни Сэммо, учивший его и Ли Хея в Пекинской оперной школе (1 сезон, 20-21 серии). Был убит Ли Хеем.
- Тим Карри/Кристофер Ним[англ.] — «Первый» («The One»), глава банды «Скорпионов», главный антагонист второго сезона (роль исполняли два актёра). В финале второго сезона был арестован Сэммо.
- Сон Кан — Чу Йонг, сын Сэммо Ло (2 сезон)

### Известные актёры в отдельных эпизодах
- Боб Баркер — Боб Баркер, камео (1 сезон, 1 серия)
- Эндрю Дивофф — Лютер Феллон, главарь банды грабителей (1 сезон, 7 серия)
- Шеннон Ли — Ванесса Фэнг, дочь владельца ресторана «Серебряный пруд» и ученица Сэммо. (1 сезон, 8 серия)
- Аки Алеонг — Чу Чао, заключённый (1 сезон, 11 серия)
- Алекс Менесес — Аннет Дельгадо (1 сезон, 11 серия)
- Джеймс Хонг — Чан Йен, мэр Шанхая (1 сезон, 12 серия)
- Оливье Грюнер — Дитер Вандервал (1 сезон, 14 серия)[4]
- Кевин Джеймс — Даллас Хэмптон, Бас Рюттен — Роман Ван Рейт (1 сезон, 19 серия)
- Билли Блэнкс — Трэвис Кинг, агент управления по борьбе с наркотиками. (1 сезон, 21 серия)
- Марк Дакаскос — Стивен Гарт, глава частной охранной фирмы. (2 сезон, 5 серия)
- Чак Норрис — Корделл Уокер, техасский рейнджер (2 сезон, 16 серия)
- Нил Макдонаф — Кайл Строд (2 сезон, 17, 18, 20 серии)
- Джон Доман — губернатор Маркс (2 сезон, 19 серия)
- Натали Рейтано — Ивана Бок (4 эпизода)

## Список эпизодов
| 1 сезон | 2 сезон | 2 сезон | 2 сезон |
| 01: Shanghai Express (Шанхайский экспресс) 02: Diamond Fever (Бриллиантовая лихорадка) 03: Dead Ringers (Точные копии) 04: Funny Money (Смешные деньги) 05: Cop Out (Признать вину) 06: Extreme Measures (Крайние меры) 07: Trackdown (Выслеживание) 08: Takeout (Еда на вынос) 09: How Sammo Got His Groove Back (Как Саммо вернул форму) 10: Ninja Kids (Злое семя, буквально «Дети ниндзя») 11: Lock-Up (Запертые) 12: Painted Faces (Раскрашенные лица) 13: Substitutes (Подмены) 14: Wildlife (Сафари) 15: Breakout (Врезка) 16: Captive Hearts (Сердца в плену) 17: Trifecta (Ставка на трех) 18: Big Trouble (Большие проблемы) 19: Nitro Man (Реактивный) 20: Red Storm (Красный шторм) 21: Requiem (Реквием) 22: End Game (Конец игры) | 01: Sammo Blammo (Взрывоопасный Саммо) 02: Thieves Among Thieves (Воры среди воров) 03: This Shogun for Hire (Наёмный сёгун) 04: 24 Hours (24 часа) 05: 90 Million Reasons to Die (90 миллионов причин умереть) 06: My Man Sammo (Мой крутой Саммо) 07: The Friendly Skies (Дружественные небеса) 08: Call of the Wild (Зов природы) 09: Blue Flu (Голубая инфекция) 10: Sammo Claus (Саммо Клаус) 11: No Quarter (Ни квотера) 12: Scorpio Rising (Подъем Скорпиона) 13: No Fare (Неоплаченный проезд) 14: Dog Day Afternoon (Жаркий полдень) 15: Deathfist 5: Major Crimes Unit (Смертельный кулак, часть 5) 16: Honor Among Strangers (Почёт для чужестранца) 17: Freefall (Свободное падение) 18: The Thrill is Gone (Трилл в действии) 19: Heartless (Без сердца) 20: In the Dark (Во тьме) 21: Final Conflict, Part 1 (Последняя схватка. Часть 1) 22: Final Conflict, Part 2 (Последняя схватка. Часть 2) |         |         |